# Březiněves
Březiněves (deutsch: Weißkratschen) ist eine Katastralgemeinde und ein Stadtteil (Praha-Březiněves) im äußersten Norden der tschechischen Hauptstadt Prag und gehört zum Verwaltungsbezirk Prag 11.

## Geschichte
Die erste schriftliche Erwähnung von Březiněves stammt aus dem Jahr 1140. König Vladislav II. schenkte den Ort das Land den Prager Johannitern (Kirche St. Maria unter der Kette). Nach den Hussitenkriegen ging Březiněves in weltlichen Besitz über, bis es 1461 der Großprior des Malteserordens Bischof Jost II. von Rosenberg kaufte. Das Kreuz der Johanniter und späteren Malteser ist im Wappen von Březiněves zu sehen.
Zum 1. Juli 1974 wurde die Gemeinde an Prag angegliedert.

## Weblinks

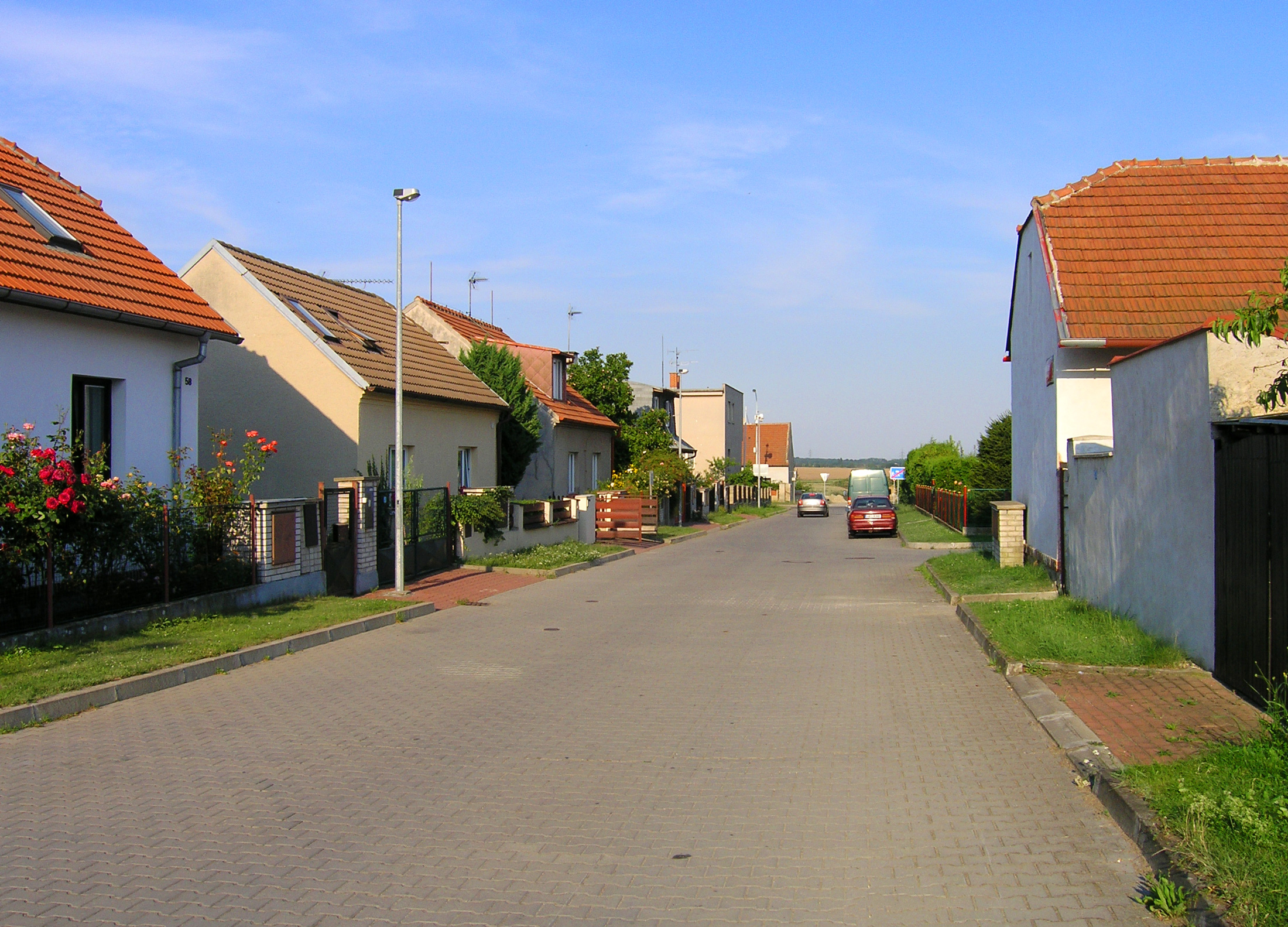
Das am Stadtrand liegende Březiněves hat einen sehr ländlichen Charakter